# My Way (Ian Brown)
My Way è il sesto album in studio del cantautore inglese Ian Brown, pubblicato nel 2009.

## Tracce
1. Stellify – 4:57
2. Crowning of the Poor – 3:18
3. Just Like You – 3:22
4. In The Year 2525 (Zager and Evans cover) – 2:52
5. Always Remember Me – 4:49
6. Vanity Kills – 3:34
7. For The Glory – 3:11
8. Marathon Man – 3:39
9. Own Brain – 2:56
10. Laugh Now – 3:53
11. By All Means Necessary – 3:42
12. So High – 2:54